# Зачепичи (Дятловский район)
Заче́пичи (бел. Зачэпічы) — деревня в Жуковщинском сельсовете Дятловского района Гродненской области Белоруссии. По переписи населения 2009 года в Зачепичах проживало 53 человека.

## География
Зачепичи расположены в 14 км к северо-западу от Дятлово, 135 км от Гродно, 27 км от железнодорожной станции Новоельня.

## История
В 1880 году Зачепичи — деревня в Белицкой волости Лидского уезда Гродненской губернии (341 житель).
В 1921—1939 годах Зачепичи находились в составе межвоенной Польской Республики. В 1923 году в Зачепичах имелось 78 хозяйств, проживало 404 жителя. В сентябре 1939 года Зачепичи вошли в состав БССР.
В 1996 году Зачепичи входили в состав колхоза «1-е Мая». В деревне насчитывалось 63 хозяйства, проживало 113 человек.